# クニャペ

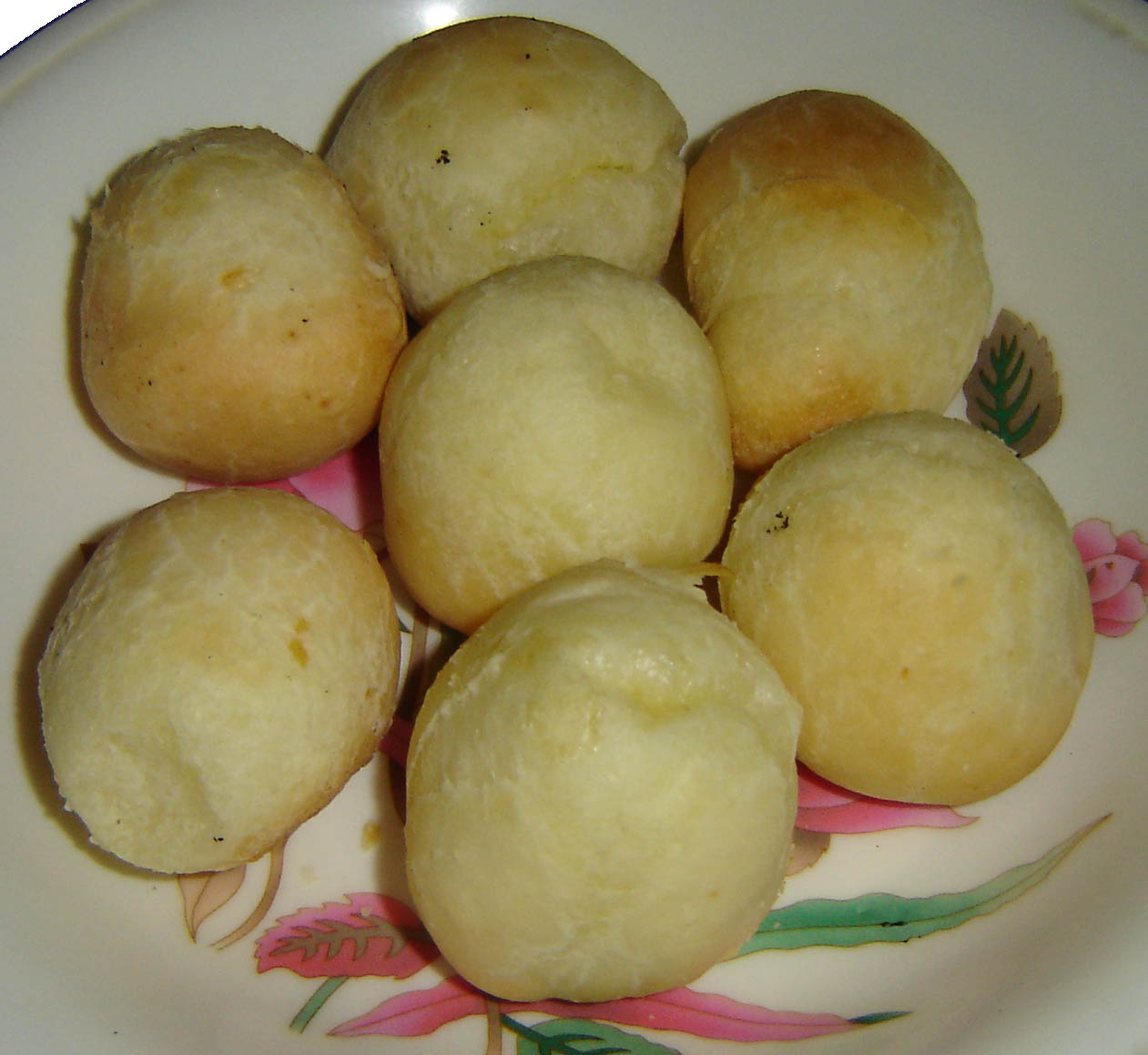
クニャペ

クニャペ（Cuñapé、クニャッペとも）は、ボリビアで食されるパンの一種。ユカ芋の粉とチーズを混ぜたものを焼いて作られる、小さな握りこぶし大の丸いパンで、モチモチした歯ごたえがある。そのままを食べるほか、様々なおかずとあわせて食べることも多い。多くはユカ粉を用いるが、まれにトウモロコシ粉で作られることもある。
ユカ粉に対して3倍程度の量のフレッシュチーズを混ぜ、砂糖と塩を入れる。塩の量はチーズの塩分にあわせて加減をする。チーズが十分にしょっぱい場合には塩を入れないこともある。玉にならないように少しずつ牛乳を加え、しっとりと滑らかになるまでこねる。この生地を小さくちぎって丸め、ユカ粉をまぶして互いにくっつかないようにしたうえで、200から250度の高温のオーブンで20分程度焼く。
ボリビアでは高地であるアンデス地域よりも、サンタ・クルス・デ・ラ・シエラなどの低地で食されることが多い。同様のパンはアルゼンチンやパラグアイではチパ (chipa)と呼ばれ、ドーナツ状に焼かれることもある。また、ブラジルのポン・デ・ケイジョもクニャペとよく似ている。
ボリビア低地の町では、朝にクニャペを焼いたものを道ばたで売る姿をよく見かける。（ちなみに、アンデス地域ではクニャペの代わりにサルテーニャが売られている。）
クニャペという名前は、グアラニー語に由来するとされる。"cuña"は「女性」を意味し、"pe"は「胸」を意味するとも、「小さい」を意味するともいわれる。すなわち、このパンの形を女性の乳房に例えたか、ボリビア低地に多い小柄な女性に例えたものと思われる。